# Hermetia panamensis
Hermetia panamensis är en tvåvingeart som beskrevs av Greene 1940. Hermetia panamensis ingår i släktet Hermetia och familjen vapenflugor.
Artens utbredningsområde är Panama. Inga underarter finns listade i Catalogue of Life.